# Улица Розыбакиева (Алма-Ата)

Мечеть «Байкен» на улице Розыбакиева

Улица Розыбакиева — улица в Алма-Ате, находится в Бостандыкском и Алмалинском районах города, между проспектом Гагарина и улицей Тургут Озала (бывшая Баумана). Проходит с севера на юг от проспекта Райымбека и до проспекта аль-Фараби.
Улица Розыбакиева пересекает улицы: Толе би, Карасай батыра, Кабанбай батыра, Жамбыла, проспект Абая, улицы Мынбаева, Сатпаева, Жандосова, Тимирязева, Утепова и другие. На пересечении с улицей Розыбакиева имеются 2 транспортные развязки — с проспектом Райымбека и проспектом Аль-Фараби.

## История и названия
Улица начала формироваться в 1940-х годах, когда к городской черте была присоединена территория между реками Весновка (ныне Есентай) и Карасу. Этот район был разбит на кварталы с одноэтажными домами и приусадебными участками, а улице присвоено название «17-й линии».
В период 1970—1980-х гг. в соответствии с генеральным планом был начат снос одно-двухэтажных жилых строений и строительство на их месте современных пяти и девятиэтажных жилых домов.
В 1962 году переименована и с тех пор носит имя партийного советского деятеля Розыбакиева Абдуллы Ахметовича.

## Структура улицы

### Озеленение и благоустройство
В советские годы по обеим сторонам улицы были построены благоустроенные пешеходные тротуары, которые представляли собой тенистые аллеи, которые были озеленены лиственными породами деревьев таких как: тополь, карагач и боярышник. Кроме того, на улице с обеих сторон были проложены магистральные оросительные арыки, которые летом ежедневно были полноводными с целью орошения зеленых насаждений и травяного покрова, а также поверхностного отвода талых и дождевых вод с проезжей части.

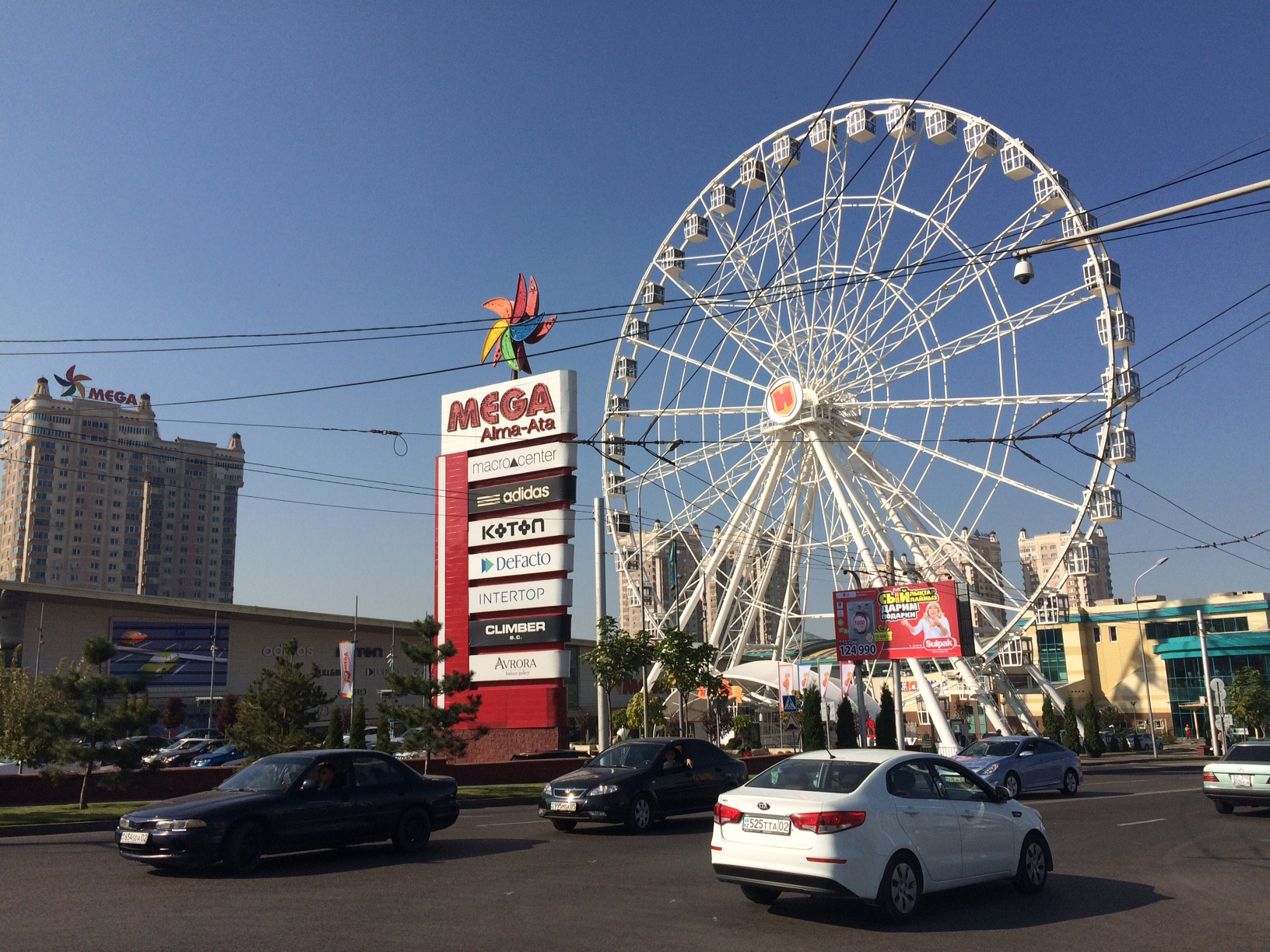
Колесо обозрения «Happy Eye» у ТРЦ MEGA Alma-Ata

### Улицы-продолжения
От крупной транспортной развязки с Капчагайской трассой начинается шоссе Северное кольцо, которое после проспекта Рыскулова переходит в улицу Кудерина (длится до проспекта Райымбека). Три улицы — Северное кольцо, Кудерина и Розыбакиева образуют единую транспортную артерию города, которая в направлении север-юг является самой длинной в городе. Улица Кудерина часто ошибочно принимается за улицу Розыбакиева.

### Запрет левых поворотов
В силу большой загруженности улица не имеет левых поворотов на пересечении — с проспектом Райымбека (для поворота налево надо повернуть направо и развернуться) и с проспектом Абая.
В 2016 году запретили 2 поворота:
- на пересечении улиц Розыбакиева и Сатпаева поворот налево запрещён при движении по Розыбакиева вниз (в северном направлении). В южном направлении поворот разрешён;
- На пересечении Розыбакиева — Тимирязева поворот налево запрещён при движении вверх по Розыбакиева (в южном направлении). Левый поворот на Тимирязева в западном направлении (при движении вниз) по-прежнему разрешён.

## Учреждения

Спорткомплекс Фонда Первого президента РК

Вдоль улицы Розыбакиева расположены:
1. Оптовый продовольственный рынок;
2. Хозяйственный торговый центр (ранее — рынок) Саламат;
3. Спортивно-тренировочный комплекс Фонда Первого президента РК (ранее стадион АДК, стадион ЦСКА);
4. Алматы Менеджмент Университет (AlmaU, бывший — MAБ (Международная Академия Бизнеса);
5. Торгово-развлекательный центр MEGA Alma-Ata.

## Общественный транспорт
Улица пересекает множество транспортных артерий:
- На пересечении с проспектами Райымбека, Абая, улицами Толе би, Сатпаева, Жандосова, Тимирязева и проспектом Аль-Фараби имеется множество остановок автобусных маршрутов. По улице Толе би проходила трамвайная линия.
- На пересечении с проспектом Абая и улиц Сатпаева, Жандосова и Тимирязева действуют троллейбусные линии.
- Под проспектом Абая проходит линия метро, ближайшая станция — Алатау (улица Жарокова).

Вдоль самой улицы проходят:
- от улицы Тимирязева до улицы Кожабекова только на юг (вверх) — троллейбус № 1, вниз (на север) — по улице Гагарина.